# Pop Life (David Guetta)
Pop Life è il terzo album in studio del dj francese David Guetta, uscito il 17 giugno 2007.
L'album era atteso da pubblico e critica, che non sono rimasti delusi, infatti l'album riscontra un successo maggiore dei due precedenti Just a Little More Love e Guetta Blaster.
Gran parte del merito del successo va al singolo Love Is Gone che anticipa di qualche mese l'uscita dell'album e ottiene un grande successo, raggiungendo il numero 1 delle classifiche in vari paesi, mentre in Italia il successo è minore, infatti si ferma al numero 28.

## Tracce
1. Baby When the Light – 3:27
2. Love Is Gone – 3:06
3. Everytime We Touch – 3:40
4. Delirious – 4:31
5. Tomorrow Can Wait – 3:33
6. Winner of the Game – 3:02
7. Do Something Love – 4:10
8. You're Not Alone – 3:54
9. Never Take Away My Freedom – 4:09
10. This Is Not a Love Song – 3:46
11. Always – 4:00
12. Joan of Arc – 4:00
13. Love Is Gone (Fred Rister & Joachim Garraud remix) – 3:21
14. Obsession – 3:06
15. Don't Be Afraid – 3:16
16. Love Don't Let Me Go (Walking Away) – 3:38